# Masai bianca
Masai bianca è un film del 2005 di Hermine Huntgeburth, tratto dall'omonima autobiografia di Corinne Hofmann.

## Trama
È la storia di una donna svizzera, Carola Lehmann che decide di fare una vacanza in Kenya con il suo fidanzato, Stefan. Ma dopo quasi due settimane di permanenza, l'ultimo giorno, la coppia incontra due guerrieri Masai che li aiutano. Carola si sente attratta da uno di questi, Lemalian Mamuteli, e se ne innamora. Quando giunge il giorno della partenza e Carola si reca con Stefan all'aeroporto, ad un certo punto lei gli dice che non ha intenzione di tornare in patria e lo lascia solo. La protagonista allora ritorna a Nairobi e di lì giunge nel villaggio del guerriero dove un prete italiano, Padre Bernardo, le dà indicazioni in merito allo stile di vita degli abitanti del villaggio. Carola va a vivere con Lemalian nella capanna della madre di quest'ultimo e si adatta al nuovo tetto che, sebbene sia un po' precario, concede lo stesso ai due fidanzati un po' di intimità. Essi decidono di sposarsi e si sistemano economicamente, dal momento che Carola apre un negozio che vende un po' di tutto. Ma le differenze culturali incominciano a farsi sentire, infatti Lemalian è possessivo ed è ossessionato dall'idea che sua moglie possa tradirlo. Nasce una bambina, ma la gelosia  di Lemalian verso la moglie non fa che peggiorare; nel corso di una lite, i due vengono alle mani. A questo punto Carola è costretta a fare una difficile scelta: con una scusa parte per la Svizzera insieme alla figlia, promettendo a Lemalian di ritornare, ma nel finale si comprende che lui è ormai rassegnato a non vederle mai più.

## Informazioni sul film
Il film è ispirato alla storia autobiografica di Corinne Hofmann. È iniziato nel 1986 e si è concluso nel 1990 quando è tornata in Svizzera con la figlia, non più in grado di sopportare le sue condizioni di vita. Ha scritto un libro sulla sua esperienza. Questo libro sarebbe diventato il bestseller su cui si basava il film. La storia è stata un evento mediatico spettacolare, sono seguiti altri due libri che completano la trilogia. Il film è stato presentato in anteprima al Toronto International Film Festival il 14 settembre 2005. Il giorno dopo è stato proiettato nei cinema tedeschi.
 
È stato il film di maggior successo commerciale in Germania nel 2005.